# Canarino da canto russo
Il  canarino da canto Russo o Russian singer canary è un canarino da canto di origine russa; ottenuto a partire dal XVIII secolo da canarini da canto tirolesi.

### Video
- (EN) sb.marko, Russian Singer Canary Training Video, su YouTube. URL consultato il 18 ottobre 2016.